# كهف فينديجا
كهف فينديجا هو موقع أثري مرتبط بإنسان نياندرتال والإنسان الحديث، ويقع في بلدية دونجا فوا، شمال كرواتيا. تم إختيار ثلاثة من هؤلاء النياندرتال كمصادر أولية لمسودة التسلسل الأولى لمشروع جينوم الإنسان البدائي.